# Leif Kesselmark
Leif Åke Kesselmark, född 10 november 1931 i Kalmar församling i Kalmar län, död 21 september 2011 i Vadstena församling i Östergötlands län, var en svensk militär.

## Biografi
Kesselmark avlade studentexamen vid Kalmar högre allmänna läroverk 1951. Han avlade officersexamen vid Kungliga Krigsskolan 1954 och utnämndes samma år till fänrik vid Kronobergs regemente. Han befordrades 1956 till löjtnant och tjänstgjorde från 1957 vid Norrbottens regemente. Han studerade vid Militärhögskolan 1962–1964, befordrades till kapten 1963, tjänstgjorde vid Arméstaben 1966–1969 och var sekreterare i 1966 års värnpliktskommitté, varpå han tjänstgjorde vid Norra Smålands regemente 1969–1970. År 1970 befordrades han till major och var 1970–1972 lärare vid Militärhögskolan. Han befordrades 1972 till överstelöjtnant och var 1972–1975 chef för Infanteri- och kavalleriavdelningen vid Arméstaben, varpå han 1975–1977 var chef för grundutbildningsbataljonen vid Livgrenadjärregementet och 1975–1981 chef för Livgrenadjärbrigaden.
År 1977 befordrades han till överste och var 1977–1981 chef för Infanteriets stridsskola. Han befordrades 1981 till överste av första graden och var 1981–1984 militärområdesinspektör tillika chef för Utbildnings- och personalsektionen vid staben i Övre Norrlands militärområde samt 1981–1991 chef för 3. fördelningen, som var krigsplacerad i detta militärområde. Åren 1984–1991 var han infanteri- och kavalleriinspektör vid Arméstaben. ”Som inspektör utvecklade Leif Kesselmark alla de då cirka 30 svenska infanteri- och Norrlandsbrigaderna till moderna, rörliga och eldkraftiga krigsförband. Han var en målmedveten, bestämd och drivande officer och en hängiven infanterist samt stark anhängare av det kvalificerade värnpliktsförsvaret.”
Leif Kesselmark invaldes 1986 som ledamot av Kungliga Krigsvetenskapsakademien.